# 実順
実順（じつじゅん、明応3年（1494年）- 永正15年3月11日（1518年4月20日）は戦国時代の浄土真宗の僧。西証寺住持。本願寺第8世法主蓮如の11男。母は畠山政栄の娘蓮能。妻は蓮淳の娘妙祐。子に実真、実従室。諱は兼性。右衛門督。

## 生涯
明応3年（1494年）、本願寺8代目法主蓮如と5番目の夫人蓮能尼との間に生まれる。幼少期は大坂御坊に寄り母蓮能尼の元で養育された。永正2年（1505年）に出家し、河内西証寺の住持に任じられる。
しかし、翌永正3年（1506年）の河内国錯乱では細川政元に協力するべく、9代目法主実如（蓮如5男）が発した動員令に対して河内・摂津の門徒らが反発して、大坂にいた兄実賢（蓮如9男）を擁立した事件に巻き込まれ、実如の命を受けた下間頼慶に捕縛された。
乱後、実順も実賢や蓮能尼母子に連座する形で破門され、三年間浪々の身となって京都に住んでいたが、永正6年（1509年）に曇華院門跡の仲介によって破門を解かれ復帰し、再び西証寺住持の座に就いた。永正15年（1518年）3月11日没。享年25。
死後、西証寺の住持を継いだのは長男実真であったが、実真は享禄2年（1529年）にわずか13歳で早世し実順の血統は断絶した。その為、西証寺は実順の岳父であった異母兄蓮淳（蓮如6男）が住持として入る事となる。